# Polygala youngii
Polygala youngii är en jungfrulinsväxtart som beskrevs av Arthur Wallis Exell. Polygala youngii ingår i släktet jungfrulinssläktet, och familjen jungfrulinsväxter. Inga underarter finns listade i Catalogue of Life.